# ユナイテッドヘルスケアCEO射殺事件
ユナイテッドヘルスケアCEO射殺事件（ゆないてっどへるすけあしーいーおーしゃさつじけん）は、2024年12月4日6時45分（現地時間）、ニューヨーク州ニューヨーク市マンハッタンのニューヨーク・ヒルトン・ミッドタウンの前で、ユナイテッドヘルスケアのCEOを務めていたブライアン・トンプソンが26歳の男に銃撃され、死亡した事件である。トンプソンはユナイテッドヘルスケアの親会社であるユナイテッドヘルス・グループの年次株主総会に出席するために同市を訪れていた。当局は襲撃は通り魔的ではなかったとみており、暗殺として捜査した。トンプソンはユナイテッドヘルスケアによる保険金の支払い拒否で批判を受けており、遺族によると過去に殺害予告を受けていたという。銃撃は早朝に発生し、マスクを着けた白人男性と見られる容疑者は現場から逃走した。
トンプソンの殺害は、多くのアメリカ人から本人とユナイテッドヘルス・グループ、そしてはアメリカの医療制度全体に対する軽蔑と嘲笑の反応を招いた。殺害は自業自得であり、正当化されるべきだとする意見が表明され、この背景にユナイテッドヘルスのビジネス慣行やアメリカの医療保険業界全体の慣行、つまり、顧客への保険金の支払いを拒否する戦略に対する怒りがあった。トンプソンの死は、医療を受けられなかった顧客が経験した苦しみや死と対比された。もちろん、この殺害に対する非難もあり、トンプソンに対する同情意見も存在した。しかし、トンプソンの遺族は、事件後、様々なソーシャルメディアで嫌がらせやストーカー行為の対象となり、個人情報のドクシング、脅迫、スワッティングを受けることになった。

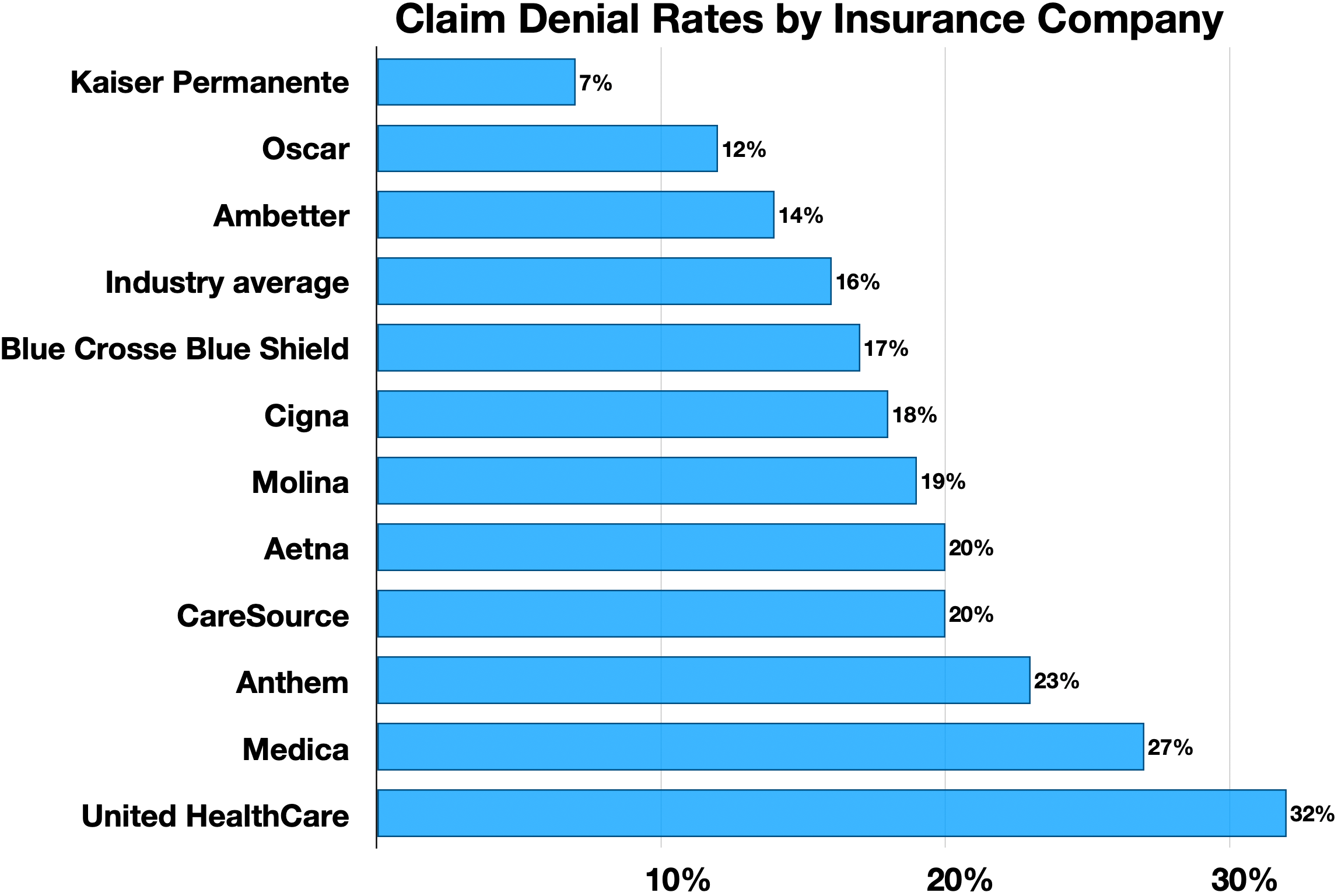
保険会社による支払い拒否率の統計（2024年）

容疑者の指名手配後、12月9日に逮捕され、尋問を受けた。容疑者は、犯行声明、複数の偽造ID、米国のパスポート、3Dプリンター製の銃、3Dプリンターで作られたサプレッサーを所持していた。地元警察によると、容疑者が所持していた犯行声明ではユナイテッドヘルスケアが糾弾されており、同社の規模と多額の利益が強調され、医療企業が患者の福祉よりも利潤を優先していると批判していた。容疑者はブライアン・トンプソンへの殺人容疑で起訴された。

## 背景
ユナイテッドヘルスケアのサービスには4900万人のアメリカ人が加盟しており、2023年度の収益は2810億ドルだった。2021年、ユナイテッドヘルスケアが「緊急ではない」とみなした救急医療への支払いを拒否する計画のため、トンプソンはアメリカ病院協会からの公開書簡で批判を受けた 。ユナイテッドヘルスケアは、請求処理について広く批判されており、同社と他の保険会社は、メディケアアドバンテージ患者の事前承認拒否の急増を示す、米国上院小委員会の2024年10月の報告書で名指しされた。
さらにトンプソンが主導する形で、ユナイテッドヘルスケアは人工知能（AI）を使用して請求拒否を自動化し始め、その結果、患者が必要な医療を受けられなくなった。2023年11月にユナイテッドヘルスグループに対して提起された集団訴訟では、同社が90％の誤り率を持つAIモデルを故意に採用したと主張された。2024年9月、ユナイテッドヘルスグループの子会社で薬局サービスプロバイダーのオプタムの本社前でデモが行われ、参加者はオプタムのビジネス慣行が医薬品のコストを膨らませ、小規模の薬局を廃業に追い込んでいると主張した。

## 殺害の経緯

### 証拠
現場では、発射済みの薬莢3つと未発射の3つが見つかった。薬莢には「delay」「deny」「depose」という言葉が書かれていた。「Depose」はトンプソンに発射された弾丸の薬莢に刻まれており、「delay」は銃撃者がピストルを構えた際に排出された未発射の薬莢に刻まれていた。これはおそらく、弾詰まりを解消するためか、実弾を故意に捨てるためだったと思われる。警察は、これらの言葉が何らかの動機を示唆しているかどうか捜査している。「delay, deny, defend」は保険金を支払わないことを意味する保険業界の有名なフレーズである。「Delay, Deny, Defend」は、元ラトガース大学ロースクールのジェイ・M・ファインマンが保険業界を批判する2010年に出版された本である。ノースイースタン大学の犯罪学、法律、公共政策の教授であるジェームズ・アラン・フォックスは、薬莢に刻まれていたメッセージに基づいて、トンプソンの殺害は復讐殺人であった可能性が高いと主張した。

### 拘束
12月9日、ニューヨーク市から西に約450キロ離れたペンシルベニア州アルトゥーナのマクドナルドで、容疑者が拘束された。容疑者は、銃撃で使用されたものと似た3Dプリンター製の銃とサプレッサー、3ページの犯行声明文、マンハッタンのホステルにチェックインする際に容疑者が使用したのと同じ名前の偽造IDを所持していた。容疑者はアルトゥーナで銃に関連する容疑で逮捕され、氏名がメディアに公表された。地元警察によると、容疑者が持っていた声明文にはユナイテッドヘルスケアが明記されており、同社の規模と多額の収益が強調され、患者の福祉よりも利益を優先する医療会社を批判していた。また、声明文には「争いやトラウマを招いたことについては謝罪するが、やらざるを得なかった」と書かれており、「この寄生虫どもには当然の報いだな」とも書かれている。

## 事件の反響

### 世論
アメリカ人の多くは、トンプソン、ユナイテッドヘルスケア、そして米国の健康保険制度に対する軽蔑を表明する一方で、容疑者の行動を称賛した。ソーシャルメディアでは、保険金支払いの拒否による苦しみや死の個人的な体験が共有され、殺害を嘲笑するミームやブラックジョークがシェアされた。コロンビア大学の社会福祉学上級講師であるアンソニー・ゼンカスはソーシャルメディアで「射殺されたブライアン・トンプソンの死を悼む...待った、すまない。ブライアン・トンプソンのような保険会社の幹部を億万長者にするために毎年不本意に亡くなっている68000人のアメリカ人の死を悼む」と述べた 。ある外科医はDaily Beastに対し、犯人は裁判にかけられるべきだと信じていると語ったが、同時にトンプソンのCEOとしての行為が「数百万人規模」と表現される多大な苦痛と生命の損失をもたらしたとも述べ、「トンプソンの会社のせいでこれほど多くの人が苦しんでいるのに同情するのは難しい」と付け加えた。
Redditで人気のコメントは、トンプソンの会社の救急治療の補償拒否通知書を真似てトンプソンの死を揶揄した 。加害者は俳優のティモシー・シャラメとジェイク・ギレンホールに似ていることでインターネットで注目を集め、そっくりさんコンテストが12月7日にワシントンスクエアパークで開催された。ベン・シャピロやマット・ウォルシュなどの著名な保守派コメンテーターは、トンプソンへの批判を非難し、それを左翼政治のせいにしたことでネット上の反発を受けた。容疑者を通報したマクドナルドの支店には低評価レビューが殺到し、「階級の裏切り者」と非難された。
ラトガース大学ネットワーク伝染研究所によれば、トンプソンやユナイテッドヘルスに言及したXの最もエンゲージメントの高い投稿トップ10のうち、6つが暗示的または明示的に殺害を支持したり、トンプソンを批判する投稿だった。注目された投稿の中には、CEOのさらなる暗殺や階級闘争を呼びかけるものもあった。同研究所は、暗殺は「階級闘争のきっかけ」として位置づけられ、殺害に対する賞賛は政治的思想の左右を問わず寄せられたと述べた。トンプソンの死後、ユナイテッドヘルスの親会社であるユナイテッドヘルスグループは、Facebookで死の詳細と公式の哀悼の意を表明した声明を発表した。投稿のコメント欄は非アクティブ化されていたが、12月6日時点で約9万人のFacebookユーザーが「笑」という反応を示し、「悲しい」という反応はわずか2200件だった。
プリンストン大学の社会学および公共政策の教授でニューヨークタイムズのコラムニストでもあるゼイネップ・トゥフェクシは、トンプソン殺害に対する国民の反応は「警鐘を鳴らすべき」であり、アメリカの金ぴか時代で、企業の強欲、搾取、経済的不平等が非常に高いレベルであった頃の「大企業の大物、政治家、裁判官などを標的とした政治運動」が暴力的だった時代の反応に似ていると述べた。さらに「最近の米国における極端な富の集中は、金ぴか時代を超えている。そして、政治家の間で広範な公共の解決策を推進する意志はほとんど消えてしまったようだ。私は、改革の時代ではなく、この暴力行為とそれがもたらした広範な怒りに対する反応が、最も裕福な人々によるさらなる撤退に限定されるのではないかと懸念している」と述べた。シカゴ大学の政治暴力の専門家であるロバート・ペイプはガーディアン紙に対し、ソーシャルメディア上の反応は、民事紛争の解決策として暴力を容認するアメリカ人が増えていることを示していると語った。依存症に詳しいドリュー・リビンスキー医師はマンジョーネへの賞賛の多くは凶悪漢に魅かれる性向ハイブリストフィリア（犯罪性愛、犯罪フェチ）に近いのではないかとする。

### 保険会社の反応
ユナイテッドヘルスケア、ブルークロス・ブルーシールド協会、エトナを運営するCVSヘルスはいずれも、トンプソンの殺害後、自社のウェブサイトから幹部の写真やその他の情報を削除した。さらに、民間警備会社アライド・ユニバーサルによると、トンプソンの死後数日間で、CEOや企業幹部向けの保護サービスやセキュリティに関する問い合わせが急増した。
この殺人事件の後、ブルークロス・ブルーシールド協会は、当初物議を醸したコネチカット州、ニューヨーク州、ミズーリ州における外科麻酔の補償に時間制限を設けるという決定を覆した。